# رادیو – ۱۰۰ آهنگ برتر (اسلواکی)
رادیو – ۱۰۰ آهنگ برتر (اسلواکی: Rádio – Top 100) با نام پیشین رادیو ۱۰۰ آهنگ برتر رسمی (اسلواکی: Rádio Top 100 Oficiálna) جدول پخش ملی اسلواکی است که از زمان لغو بخش ملی اسلواکی (اس‌ان‌اس آی‌اف‌پی‌آی) در ۳۱ دسامبر ۲۰۰۹، به‌صورت هفتگی توسط آی‌اف‌پی‌آی جمهوری چک منتشر می‌شود.